# Kryptastrina inclusa
Kryptastrina inclusa är en svampart som beskrevs av Oberw. 1990. Kryptastrina inclusa ingår i släktet Kryptastrina, divisionen basidiesvampar och riket svampar.   Inga underarter finns listade i Catalogue of Life.